# Isla Dangar
Isla Dangar es una isla que contiene un bosque nativo, se encuentra ubicada en el río Hawkesbury, al norte de Sídney, Nueva Gales del Sur, Australia.
Tiene una población permanente de unas 250 personas aproximadamente, la población aumenta considerablemente durante las temporadas de vacaciones. La isla cuenta con los servicios regulares del ferry que procede de Brooklyn y que tarda unos diez minutos en su recorrido,  este servicio es permanente. Si bien dentro de la isla hay calles, el único vehículo habilitado para transitar es el camión de bomberos, es por ello que las mercaderías que llegan en el ferry, se transportan en carretillas, a los lugares de destino.

## Historia
La isla Dangar fue abitada por aborígenes durante miles de años, hasta que en el año 1788 fue visitada por el gobernador Arthur Phillip, quien le dio el nombre de isla Salmonete, por la cantidad de salmones que se hallaban en las aguas del río hawkesbury, en un principio los aborígenes fueron amistosos, pero en un segundo viaje de Philip Arthur ya no tuvieron contacto, la mitad de la población sucumbió por la viruela, que los británicos traían consigo.
La isla fue comprada en 1864 y rebautizada por Henry Carey Dangar, el hijo de Henry Dangar, topógrafo, pastor y parlamentario.
Dangar arrendó la isla a la Union Bridge Co of Chicago  para la construcción del original Hawkesbury River Rail Bridge entre 1886 a 1889. Alrededor de 400 estadounidenses y sus familias vivían allí y la isla contaba con un salón social, escuela, biblioteca y su propio periódico.
En la década de 1920 la isla, que es apenas una caminata de cinco minutos de ancho, se dividió en parcelas residenciales, aunque se reservó un espacio en la playa y en la parte superior de la colina para uso recreativo.